# آي سي فاير
أنا أري نارا  أو آي سي فاير (I see fire) هي أغنية من تسجيل وإنتاج مغني البوب إد شيران سنة 2013.